# Életciklus-értékelés
Az életciklus-elemzés (life-cycle assessment, LCA) más néven életciklus-becslés, életciklus-értékelés, vagy életciklus-vizsgálat egy termék, folyamat vagy szolgáltatás teljes életútja során vizsgálja annak környezetre gyakorolt potenciális hatásait. Egy termék életútjának nevezzük a szükséges nyersanyag bányászatától és előkészítésétől a termék gyártásán keresztül a termék használatáig és a használat után keletkező hulladék hasznosításáig vagy kezeléséig terjedő szakaszt. Folyamat, illetve szolgáltatás esetén az anyag- és energiafelhasználásnak, illetve magának a folyamatnak a környezeti hatásait vizsgálják.

## Alkalmazása
Életciklus-elemzést gyakran végeznek akkor, amikor választani lehet az azonos funkciójú, de a környezetre eltérő mértékben ható termékek, folyamatok, szolgáltatások, illetve rendszerek közt. A környezeti hatások értékelésekor egyaránt figyelembe kell venni az emberi egészségre és az ökoszisztéma állapotára gyakorolt hatásokat, beleértve az erőforrások felhasználását is. Az életciklus-elemző tanulmányok elterjedése a kilencvenes évektől kezdődően gyorsult fel. A jelenlegi fejlesztések elsősorban az adatok hozzáférhetőségének és minőségének a javítására, egyre szélesebb körű adatbázisok létrehozására, az elemzés megbízhatóságának a növelésére irányulnak.

## Szabványok
Az életciklus elemzéshez a nemzetközi környezetgazdálkodási ISO 14040-14044 szabványok rendelkezésre állnak.
Környezetközpontú irányítás. Életciklus-értékelés. Alapelvek és keretek (ISO 14040:2006)
Környezetközpontú irányítás. Életciklus-értékelés. Követelmények és útmutatók (ISO 14044:2006)

## Alkalmazási példák
Közbeszerzések (Közbeszerzési Hatóság útmutatója),
Karbonlábnyom számítás (SZIE)
Villamosított utak, fémipar
Barnamezők revitalizációja
Termék életciklus menedzsment.
Az ökoemblémák (ökocímkék) odaítélésekor számításokat végeznek, a termék környezeti hatásaink megfelelőségére vonatkozóan. Ezek tulajdonképpen szintén életciklus számítások, csak formailag (ökoembléma vizsgálati mártix), és a felhasznált adatok tekintetében térnek el. 

## Szoftver
Az életciklus számításhoz rendelkezésre állnak szoftverek, ill. olyan adatbázisok, melyek az illető szolgáltatás, anyag, termék adatait, előállításának anyag- és energiamérlegét, azok melléktermékeit tartalmazza.
Ilyen szoftver (angol nyelvű):
LCA Calculator: a szénlábnyomot adja, fenntartható tervezési megoldásokat választhatunk több változat összehasonlításával. 14 napos próba lehetőségét nyújtja, nem kell installálni, felhőalapú szoftver.
Core77 Life Cycle Analysis Calculator: szabadon használható online program. Megbecsülhető egy termék szénlábnyoma.  